# Alphonse Stevens
Pour les articles homonymes, voir Stevens.
Alphonse Stevens, né à Louvain en 1866 et mort en 1944, est un architecte belge installé à Louvain

## Biographie
Alphonse François Théodore Stevens est né à Louvain le 16 février 1866 à huit heures du soir, comme fils de Jean Théodore Stevens, maître vitrier, de Louvain, et de son épouse Marie Catherine Careme, née à Wavre, qui s’étaient mariés à Wavre en 1864 et qui auront plusieurs enfants nés à Louvain.
Alphonse Stevens embrassa la carrière d'architecte à Louvain. Au début de sa carrière, il construit une vingtaine de maisons à la Vaartstraat (rue du Canal), l’Hospice pour Orphelins et Vieillards, rue des Bouteilles, de 1901 à 1903 et la piscine de plein air en 1911.
Il épouse à Louvain en 1902 Claire Vander Linden, peintre de paysages et de fleurs qui fut élève à l'Académie de Louvain, et fille du sculpteur Gérard Vander Linden, avec qui il a deux fils Paul Stevens, né en 1903, et Jacques Stevens, né en 1904, qui deviendront également architectes, et qui étaient nés dans la maison parentale de la rue Léopold qui sera détruite par la soldatesque allemande lors du Viol de la Belgique. 
Il réalise plus de 40 projets lors de la reconstruction de Louvain après les incendies au début de la première guerre mondiale dont de nombreux immeubles et hôtels sur la Bondgenotenlaan, le Tiensevest et à la Diestsestraat. L'on mentionnera particulièrement l'hôtel Bauchau (1921, une maison de maître à la Bondgenotenlaan n° 140), l'ancien Hotel Majestic (1918, à la Bondgenotenlaan n° 20), le bâtiment commercial emblématique situé à l'angle de la Bondgenotenlaan n° 56-56A et de la Jan Stasstraat (1919) ainsi que, hors de Louvain, deux maisons totalement reconstruites, l'une à Termonde (1919, au Werf n° 9) et l'autre à Lierre (Grand Place n° 3). 
De 1929 à 1932, il dessine deux maisons modernes en métropole lilloise, 2 avenue Germaine à La Madeleine et le 60 avenue Bailly Ducroquet à Lambersart.
Son bureau de travail était situé à Louvain, au n° 100 de la Maria-Theresiastraat. 
Son épouse, Claire, est morte en 1938. Il est mort le 26 avril 1944, peut-être à Winksele où en 1943, il était établi à la Brusselsesteenweg, n° 25a.